# Håkan Karlson
Håkan Erland Karlsson, född 30 augusti 1915 i Solna, död 1 februari 2006 i Åkersberga, var en svensk  tecknare och målare. 
Han var son till arkitekten Mårten Karlson och Agda Linnea Fischer och från 1946 gift med sångaren Emy Margareta Morteni. Karlson studerade vid Tekniska skolan i Stockholm 1933–1937 samt under studieresor till Danmark och Tyskland. Separat ställde han bland annat ut på ÅetÅ-centralen i Stockholm och tillsammans med Pelle Nilsson och Oskar Steiner ställde han ut i Södertälje 1948. Han medverkade i Nationalmuseums utställning Unga tecknare 1946 samt i samlingsutställningen Unga Söderkonstnärer. Hans konst består av figurmotiv, landskap och framför allt djurframställningar i olja, akvarell, pastell, kol, krita och som tuschteckningar. Som illustratör illustrerade han ett flertal djurböcker samt medverkade i olika tidskrifter. Han uppträdde under artistnamnet Morteni som snabbtecknare vid olika tillställningar.